# Friedrich Heinrich Andreas Beermann
Friedrich Heinrich Andreas Beermann (født 26. januar 1814 i Lassahn i Lauenburg, død 16. december 1895 på Frederiksberg) var en dansk forstmand.

## Biografi
Hans forældre var førster på Grevskabet Stintenburg Carl Heinrich Christian Beermann (1781-1838) og Eleonora Maria Elisabeth Seeger (1789-1846). Han lærte skovbrug hos sin fader og senere 1831-34 i Harz, tog forsteksamen i Klausthal og var en kort tid ansat i Bøhmen, men da der var indrettet en forsteksamen i København, begav han sig her til og blev forstkandidat 1837. De følgende år var han beskæftiget på forskellige måder i Rentekammeret, ved forstundervisningen, i det praktiske skovbrug og skrev desuden nogle forstlige afhandlinger. 1851 blev han skovrider på Flensborg Distrikt og 1860 overførster for den nyoprettede slesvigske inspektion. I denne vanskelige og meget omfattende virksomhed udfoldede han stor dygtighed og blev efter opfordring fra den danske regering i sin stilling indtil 1867, da han fik sin afsked på edsspørgsmålet. Samme år blev han skovrider på Odsherreds Distrikt, som han bestyrede til 1890.
Beermann blev jagtjunker 1841, forstråd 1856, Ridder af Dannebrogordenen 1857, forstmester 1862, Dannebrogsmand 1869 og Kommandør af 2. grad 1890.
Han blev gift 25. oktober 1843 med Caroline Louise Kayser (6. maj 1814 i Klausthal - 28. september 1895 på Frederiksberg), datter af førster Carl Wilhelm Kayser og Augustine Wilhelmine Dorel (født 1786).
Han er begravet på Egebjerg Kirkegård, Odsherred.